# Colan Conhué
Pour les articles homonymes, voir Colan.
Colan Conhué est une localité rurale argentine située dans le département de Languiñeo, dans la province de Chubut.